# Cray X-MP

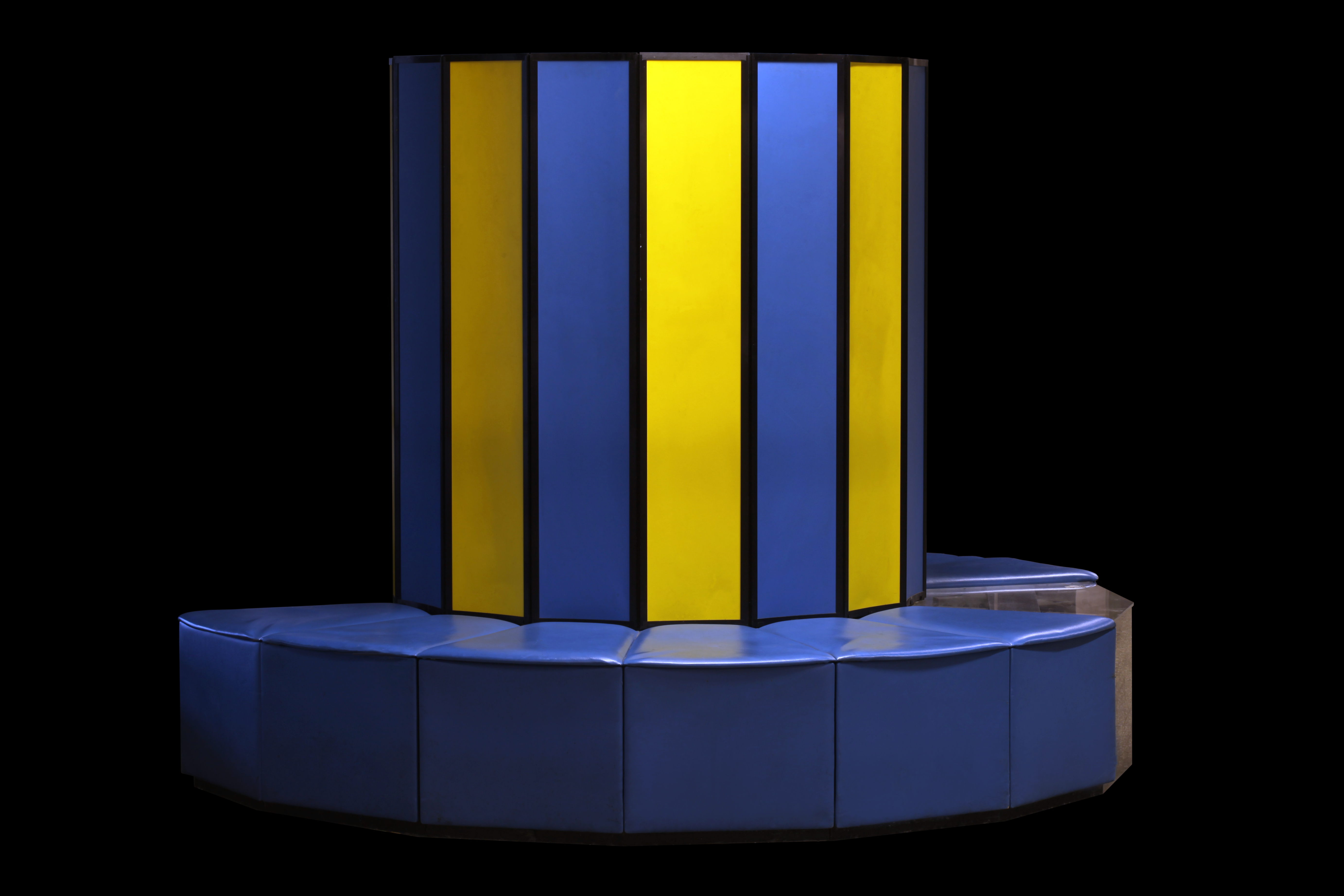
Cray X-MP48

Der Cray X-MP war ein Supercomputer, der von Cray Research entwickelt, gebaut und verkauft wurde. Er war der erste parallele Vektor-Prozessor-gestützte Computer der Firma und war 1982 der Nachfolger der 1976 erschienenen Cray-1. Er war von 1983 bis 1985 der schnellste Computer der Welt.

## Beschreibung
Die X-MP führte das „Hufeisen“-Prinzip der früheren Rechner fort und sah von außen fast wie ihre Vorgänger aus. Die Prozessoren wurden mit 100 MHz getaktet (10 Nanosekunden Taktperiodendauer), waren damit 25 % schneller als die der Cray-1A und ermöglichten eine theoretische Rechenleistung von 200 Megaflops pro Prozessor, also eine Gesamtleistung von 800 Megaflops für die Vier-Prozessor-Maschine. Die Prozessoren hatten auch eine verbesserte Unterstützung für verkettete Berechnungen, parallele arithmetische Pipelines und Zugriff auf geteilten Speicher über mehrere Pipes.
Auf dieser Hardware lief anfangs das proprietäre Cray Operating System (COS), wobei Unicos (ein UNIX-System-V-Abkömmling) über eine Gastbetriebssystem-Option ausgeführt werden konnte. UniCOS wurde ab 1984 zum Hauptbetriebssystem.

## Ausstattung

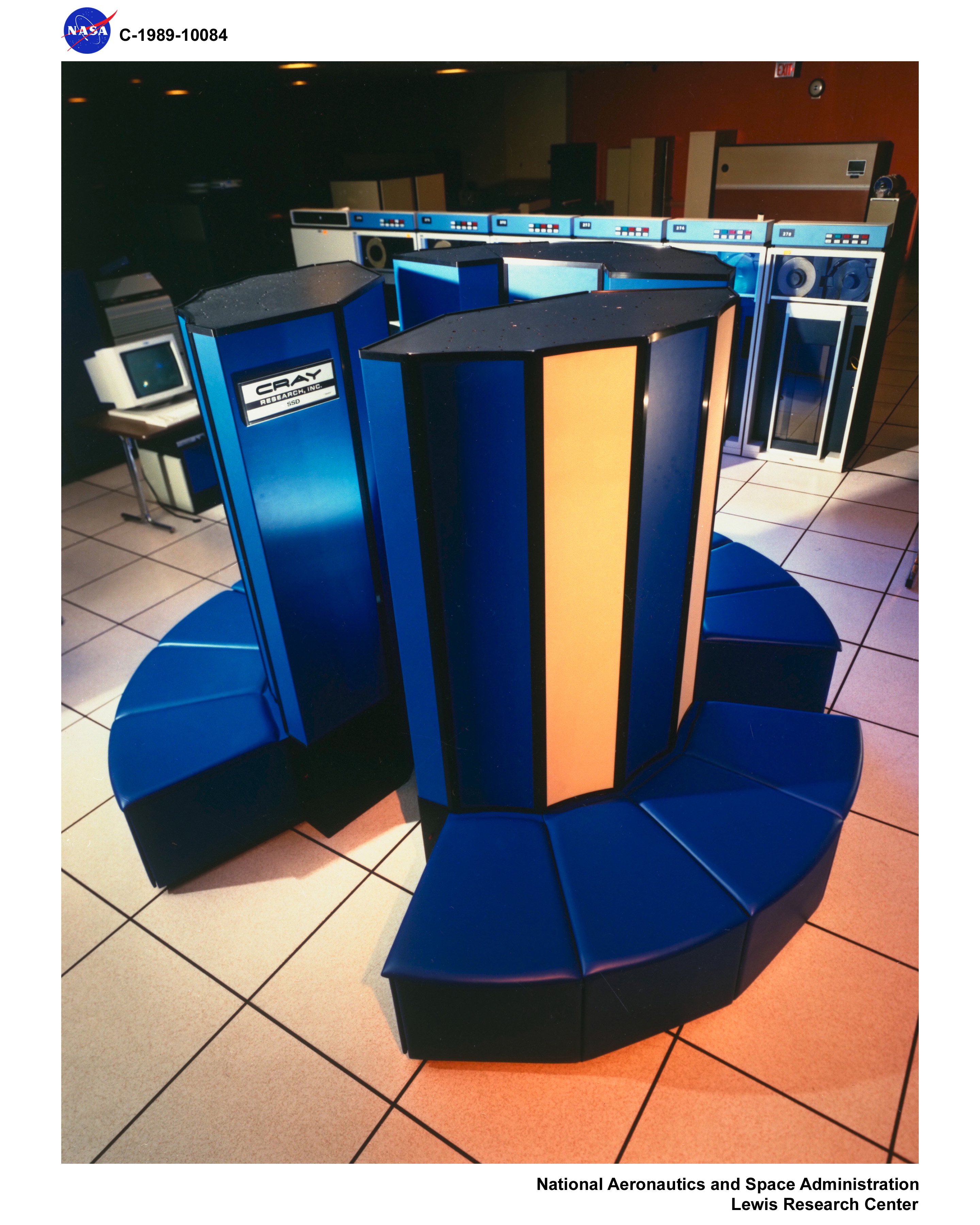
Cray XMP SSD der Nasa

Die X-MP wurde mit einem, zwei oder vier Prozessoren und ein bis sechzehn Megaworte (8–128 MB) großem Hauptspeicher verkauft. Während der Speicher anfangs durch ein 24 Bit breites Adressregister auf 16 Megaworte begrenzt war, erweiterte die spätere XMP/EA-Speicherarchitektur den nutzbaren Speicher auf theoretische zwei Gigabyte. Der größte in der Praxis hergestellte Speicher hatte jedoch nur 64 Megabyte. Die XMP/EA hatte eine Taktgeschwindigkeit von 8,5 ns, was eine theoretische Höchstrechenleistung von 942 Megaflops ermöglichte. 1982 kostete eine X-MP/48 ohne Massenspeicher um die 15 Millionen US-Dollar.

## Nachfolger
1985 wurde die Cray-2 mit einer komplett neuen Architektur vorgestellt. Mit einer von der X-MP deutlich abweichenden kompakten Vier-Prozessor-Architektur und 512 MB bis 4 GB Hauptspeicher sollte sie nach ihrer Spezifikation bis zu 488 Megaflops erreichen, war bei manchen Berechnungen jedoch langsamer als die X-MP, da ihr Speicher sehr große Latenzzeiten hatte (1986 wurde bei einem standardisierten LINPACK Test einer X-MP/48 eine Geschwindigkeit von 713 Megaflops gemessen).
Die Nachfolgeserie der X-MP, die Cray Y-MP, wurde ab 1988 verkauft; sie war eine evolutionäre Fortentwicklung der X-MP mit einer Kapazität von bis sechzehn in ihrer Architektur nicht viel veränderten Prozessoren.